# Hernialde
Hernialde est une commune du Guipuscoa dans la communauté autonome du Pays basque en Espagne.

## Toponyme
Hernialde pourrait être traduit du basque en castillan par du côté de Hernio, la pente de Hernio ou de Hernio, suivant le contexte. En tout cas le nom du village fait allusion à sa situation dans la partie orientale de la montagne emblématique Hernio.
Le nom de la montagne est écrit généralement de manière indistincte avec ou sans le H, bien que la plus habituelle est sans le H (Ernio), tandis que le nom du village a continué à s'écrire avec la lettre H.
Ici vivait le prêtre Manuel Santa-Cruz Loidi, le très connu curé d'Ernialde.
À Ernialde vivent quelque 326 personnes, la ville a beaucoup changé depuis des années. On a construit des maisons, beaucoup de maisons. Mais la seule chose qui manque à Ernialde est le loisir pour les jeunes enfants qui vivent ici.
Il y a aussi un cybercafé, très bien utilisé par les jeunes du village.
C'est un lieu précieux pour vivre et pour faire du tourisme, parce qu'il a montagne à un pas et la plage à 25 kilomètres.

### Sources
- (es) Cet article est partiellement ou en totalité issu de l’article de Wikipédia en espagnol intitulé « Hernialde » (voir la liste des auteurs).